# Dentoxanthus iranicus
Dentoxanthus iranicus is een krabbensoort uit de familie van de Galenidae. De wetenschappelijke naam van de soort is voor het eerst geldig gepubliceerd in 1945 door Stephensen.